# Dawn of the Maya
Dawn of the Maya ist eine spanische Metalcore-Band, die 2006 in Pamplona gegründet wurde.

## Geschichte
Dawn of the Maya wurden 2006 in der spanischen Stadt Pamplona gegründet. Die Gruppe unterschrieb einen Vertrag mit dem spanischen Label Fragment Records, das bereits 2007 die Debüt-EP Sour Soul Never Dies veröffentlichte. Das Debütalbum Me, the Planet erschien 2010, ebenfalls über Fragment Records.
2011 spielte die Gruppe auf dem Resurrection Fest in Vivero. Im April spielte die Band mit Bleed from Within. Auch spielte die Band bereits mit der portugiesischen Band More Than a Thousand. Zwischen Februar und Mai spielte die Gruppe Shows in Vigo, Saragossa, Barcelona, Madrid, Valencia, La Coruña und Burgos.
Am 12. Dezember 2012 erschien das zweite Album mit dem Titel The Truth Is in Front of You, das in den Metal Factory Studios aufgenommen wurde. Für August 2013 ist die Gruppe erneut für das Resurrection Fest bestätigt worden.

## Stil
Die Gruppe spielt klassischen Metalcore, welcher von Bands wie Underoath, Bring Me the Horizon, While She Sleeps und The Devil Wears Prada beeinflusst wird. Bei El Portal del Metal wird auch die Post-Hardcore-Band Attack Attack! als musikalischer Einfluss genannt.
Die Texte, welche über die spanische Kultur, Mythologie und die Liebe zur Natur handeln, werden hauptsächlich in der englischen Sprache verfasst.

## Diskografie

### EPs
- 2007: Sour Soul Never Dies (Fragment Records)

### Alben
- 2010: Me, the Planet (Fragment Records)
- 2012: The Truth Is in Front of You (Eigenproduktion)